# Lautaro Álvarez
Lautaro Álvarez (n. 23 de septiembre de 1984; Buenos Aires, Argentina) es un exfutbolista argentino que se desempeñaba como defensor.

## Trayectoria
Surgió de las inferiores del Club Atlético All Boys. Debutó en primera ante Deportivo Español de local en la 19ª fecha del torneo 2004/2005 donde estuvo muy cerca de convertir su primer gol.
En la temporada 2007/08 tuvo muy buenas participaciones, pero al poco tiempo se lesionó. Al no tener lugar en el primer equipo en el 2009 decidió bajar una categoría para jugar en Temperley.

## Logros
| Título                  | Club     | País      | Año  |
| ----------------------- | -------- | --------- | ---- |
| Primera B Metropolitana | All Boys | Argentina | 2008 |

## Clubes
| Club      | País      | Año       |
| --------- | --------- | --------- |
| All Boys  | Argentina | 2003-2010 |
| Temperley | Argentina | 2010      |
| Flandria  | Argentina | 2010      |